# 卡姆揚卡 (喬爾諾莫爾卡市鎮)
46°48′59″N 31°40′1″E / 46.81639°N 31.66694°E

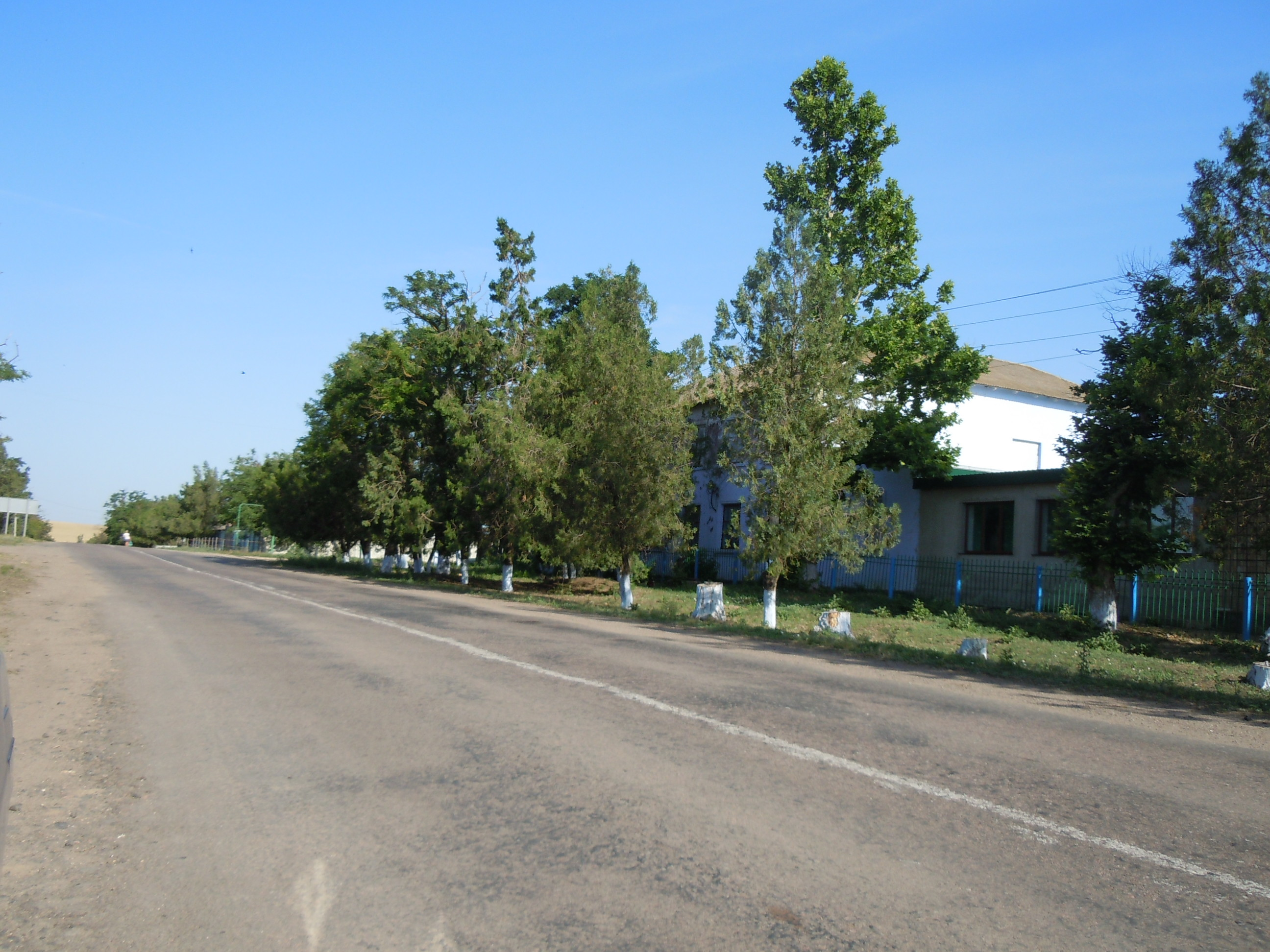

卡姆揚卡（烏克蘭語：Кам'янка）是烏克蘭南部的村莊，由尼古拉耶夫州尼古拉耶夫區的喬爾諾莫爾卡市鎮負責管轄。該村始建於1752年，面積1.37平方公里，海拔高度23米，2001年人口1,436，人口密度每平方公里1,048.2人。